# Georg August Gabriel Heinsius
Georg August Gabriel Heinsius (* 16. Juli 1747 in Hildesheim; † 3. März 1818 in Niedeck) war ein deutscher Verwaltungsjurist.

## Leben
Heinsius entstammte einer alten Beamtenfamilie Hentze in Witzenhausen, die ihren Familiennamen latinisiert hatte. Sein Vater war der hannoversche Amtmann und Kurkölnische Rat im Amt Radolfshausen Georg Christoph Heinsius (1720–1788), seine Mutter dessen Ehefrau Juliane Henriette geb. Cleve (1722–1778). Er besuchte von 1764 bis 1766 die Klosterschule Ilfeld und studierte ab 1766 Rechtswissenschaften an der Universität Göttingen. 1777 war er als Auditor in Hann. Münden und trat dann in den hannoverschen Verwaltungsdienst als Amtsschreiber im Amt Uslar ein und wurde 1787 in das Amt Radolfshausen versetzt. 

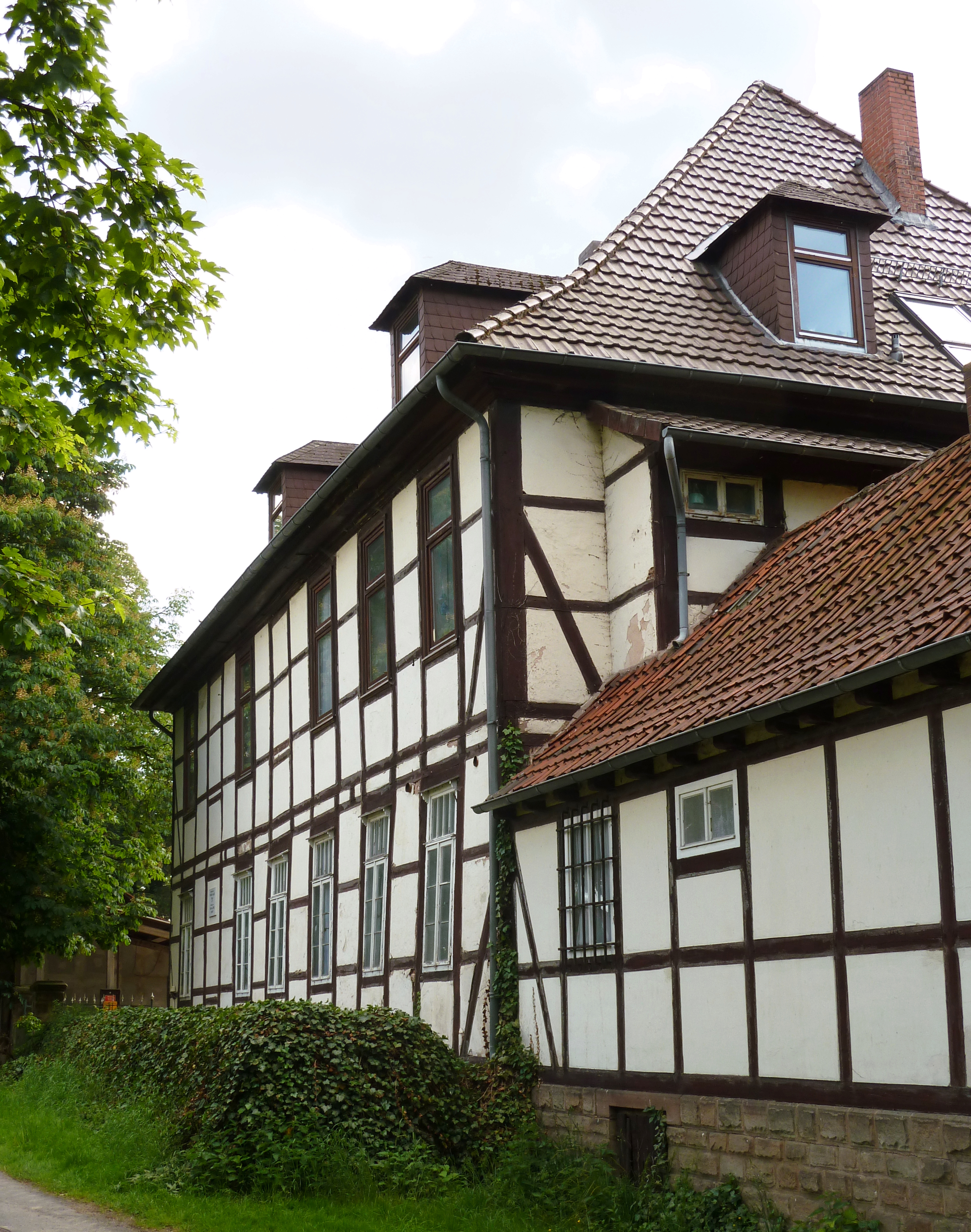
Amtshaus in Niedeck

1792 wurde er zunächst Amtsschreiber im Amt Niedeck, wo er 1798 zum Amtmann ernannt wurde. Seine Amtszeit in diesem seit 1777 mit dem Amt Reinhausen gemeinsam verwalteten Amt war insofern eine Ausnahme, als er der einzige Amtmann war, der die beiden Ämter vom Amtshof Niedeck aus verwaltete. In der Franzosenzeit blieb Heinsius als „Canton-Maire“ des Kantons Radolfshausen im Königreich Westphalen im Amt und wurde danach vom Königreich Hannover nicht zur Disposition gestellt. Er starb nach längerer Krankheit.
Heinsius heiratete 1786 in Radolfshausen Elisabeth Magdalene Henriette geb. Offeney (1766–1834), die Tochter eines hannoverschen Offiziers. Aus der Ehe gingen acht Kinder hervor. Durch die Verheiratung von zweien ihrer Töchter mit den Söhnen Eduard (* 1782) und Alfred des Göttinger Professors Christian Gottlob Heyne aus dessen zweiter Ehe mit Georgine Brandes, Tochter des Hofrats Georg Friedrich Brandes, entstand eine Doppelverschwägerung zwischen den Familien Heinsius und Heyne.